# Prêtre-lecteur
| V28 | T28 | D58 |

| V28 | T28 | D58 |

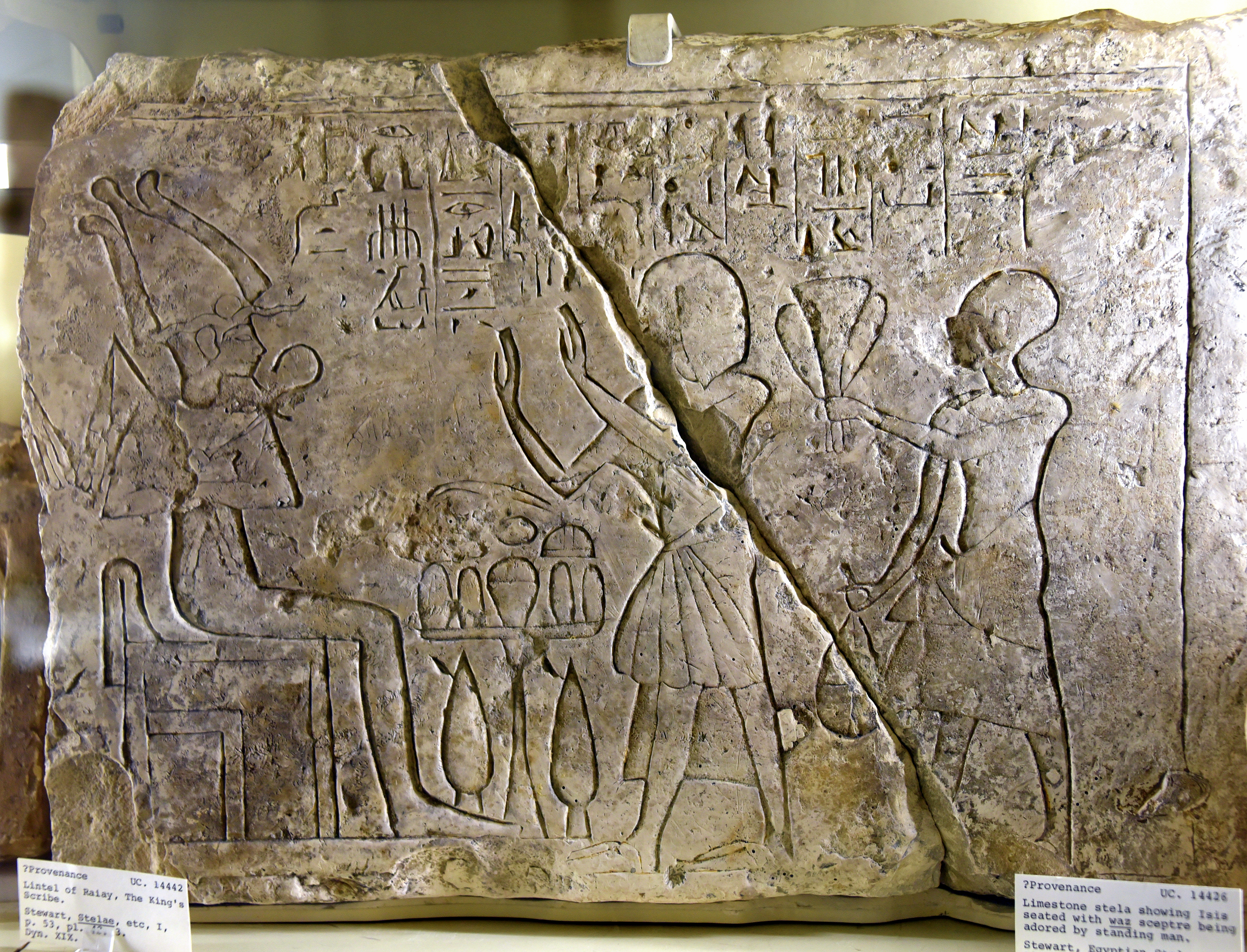
Linteau de stèle en calcaire de Raiay, scribe du roi, prêtre-lecteur en chef, et Nakht, premier serviteur du dieu de Sopdou. Les deux se tiennent devant Osiris.. Musée Petrie d'archéologie égyptienne, Londres.

Le prêtre-lecteur, dans l'Égypte antique, est un prêtre qui récite des formules magiques et des hymnes lors des rituels du temple et des cérémonies officielles. Ces prêtres vendent également leurs services aux profanes, en récitant des textes au cours de rituels apotropaïques privés ou lors de funérailles. Â ce titre, ils sont parmi les praticiens de la « magie » (heka) les plus importants de l'Égypte antique. Dans la littérature égyptienne ancienne, les prêtres lecteurs sont souvent décrits comme les gardiens du savoir secret et les auteurs d'exploits magiques étonnants.
Le prêtre-lecteur le plus haut placé dans un temple, le prêtre-lecteur en chef, gère les archives de textes rituels du temple.
Le terme « prêtre-lecteur » est généralement utilisé pour traduire le titre égyptien, ẖrj-ḥꜣb, qui signifie littéralement « le porteur du livre du rituel ». Le terme désignant un prêtre-lecteur en chef, ẖrj-ḥꜣb ḥrj-tp, était si étroitement associé à la magie que, dans la langue de l'Égypte tardive, la forme abrégée ḥrj-tp est devenue un terme général pour « magicien ».
Les prêtres-lecteurs portent une ceinture sur la poitrine qui indique leur position.